# Ким Джон Син
Ким Джон Син (кор. 김종신?, 金鍾信?, род. 17 мая 1970) — южнокорейский борец вольного стиля, чемпион мира, Азии и Азиатских игр, призёр Олимпийских игр 1992 года.

## Биография
Родился в 1970 году в уезде Хампхён. В 1988 году завоевал серебряную медаль чемпионата Азии. В 1989 году стал чемпионом мира и бронзовым призёром чемпионата Азии. В 1990 году завоевал золотую медаль Азиатских игр. В 1991 году стал бронзовым призёром чемпионата мира. В 1992 году завоевал серебряную медаль Олимпийских игр в Барселоне. В 1995 году стал чемпионом Азии.